# Apertotemporalis
Apertotemporalis is een geslacht van uitgestorven bothremydide schildpadden dat leefde tijdens het Laat-Krijt. De typesoort Apertotemporalis baharijensis werd in 1934 door Ernst Stromer benoemd naar het exemplaar NR 1912 VIII 93, dat alleen bestaat uit een fragmentarische schedel die tijdens de Tweede Wereldoorlog in de nacht van 23 op 24 april 1944 werd vernietigd tijdens het bombardement op München. Sindsdien zijn er geen resten meer gevonden. Het exemplaar werd gevonden in de Bahariya-formatie van Egypte. Het had een schildlengte van zestig centimeter, waarmee het de grootste bekende schildpad is die tot nu toe in de Bahariya-formatie is ontdekt.
De geslachtsnaam verwijst naar het open slaapvenster.